# William Rosenberg
William Rosenberg, född 12 februari 1920 i Köpenhamn, död 6 november 2014 i Köpenhamn, var en dansk teater- och filmskådespelare.

## Teater

### Roller (ej komplett)
| År   | Roll            | Produktion               | Regi             | Teater               |
| ---- | --------------- | ------------------------ | ---------------- | -------------------- |
| 1994 | Förundersökaren | Tupilak Per Olov Enquist | Brigitte Kolerus | Betty Nansen Teatret |

## Utmärkelser
- Riddare av Dannebrogorden[1]

[Redigera Wikidata]